# Kommandant Ginyu
Kommandant Ginyu (ギニュー隊長, Ginyū Taichō) er en fiktiv japansk tegneseriefigur, og skurk, der optræder i Akira Toriyamas kendte mangategneserie Dragon Ball. Ginyu er lederen af Giny-Kommandoen (Freizas specialstyrke), sammen med Rikoom, Barta, Jeeze og Guldo. Som det stærkeste medlem på holdet er han i besiddelse af en utrolig høj kampkraft. Han er en af de mere overlæssede medlemmer i Ginyu-kommandoen, næstefter Rikoom. Ligesom de andre er han en mutant, og er kendt for at bruge unikke teknikker i serien, som evnen til at skifte krop med andre. 

## Historie
Han kæmper mod Son-Goku efter at have givet drage kuglerne til Frieza, og bliver overgået af hans styrke. Han bruger sin evne til at skifte krop med sin modstander, men er ude af stand til at kunne kontrollere Son-Gokus krafter. Efter han bliver fuldstændig tævet og legemsbeskadiget af Son-Gohan, Kuririn og Vejita prøver han, at skifte krop for anden gang, med Vejita i stedet. Son-Goku når at flyve ind mellem strålen og tilegner sig sin gamle krop. Da det mislykkedes prøver han igen at ramme Vejita, men Son-Goku, smidder i sin hårdtmedtagede tilstand en namekiansk frø ind foran strålen. Ude af stand til at tale, kan han ikke overføre sig til en ny krop. Men da Bulma uheldigt og uvidende oversætter hans frøsprog, bliver han overført til hendes krop. Men, han bliver senere sendt tilbage til frøens krop da han forsøger at skifte krop med Piccolo. Son-Gohan smider frøen (der rent faktisk er Bulma) så den går i vejen for Ginyus teknik, og han bliver forvandlet tilbage til frøen. Ginyu blev transporteret til jorden sammen med alle fra Namek, da Dende bad Porunga om at transportere alle til jorden på nær Son-Goku og Frieza. Han bliver sidst set levende et normalt jord-frøs liv i frødammen ved Capsule Corporation compound.

### Fakta
- Han er cirka 200 centimeter høj.
- Hans navn betyder mælk på japansk.

## Stemmer
- Dansk stemme: Christian Damsgaard